# كلود دوراند
كلود دوراند (بالفرنسية: Claude Durand )‏ (و. 1938 – 2015 م) هو محرر، ومترجم، وكاتب، من فرنسا، توفي في الدائرة الثالثة عشر في باريس، عن عمر يناهز 77 عاماً.

## جوائز
حصل على جوائز منها:
- جائزة ميديشي [الإنجليزية]‏ (1979)
- قائد وسام جوقة الشرف
- جائزة فينيون.

## روابط خارجية
- كلود دوراند على موقع IMDb (الإنجليزية)
- كلود دوراند على موقع ألو سيني (الفرنسية)
- كلود دوراند على موقع أول موفي (الإنجليزية)
- كلود دوراند على موقع قاعدة بيانات الفيلم (الإنجليزية)
- كلود دوراند على موقع كينوبويسك (الروسية)